# Comarques de Valladolid

Campiña del Pisuerga
Campo de Peñafiel
Tierra de Campos
Montes Torozos
Páramos del Esgueva
Tierra de Medina
Tierra de Pinares
Tierra del Vino

Les Comarques de Valladolid no tenen un estatus oficial, ja que en tota Castella i Lleó només El Bierzo té categoria de comarca oficial. Amb tot la província de Valladolid es pot dividir en diverses comarques seguint criteris històrics i administratius.

## Nacionalisme Castellà
Segons el nacionalisme castellà i el diari El Norte de Castilla, la província es pot dividir en 8 comarques:
- Tierra de Campos
- Páramos del Esgueva
- Tierra de Pinares
- Campo de Peñafiel
- Montes Torozos
- Campiña del Pisuerga
- Tierra del Vino (Valladolid) (hi ha una altra "Tierra del Vino" a Zamora)
- Tierra de Medina

## PSOE
El PSOE de Castella i Lleó ha proposat la següent divisió comarcal:
- Medina del Campo
- Ribera de Duero
- Tierra Campos
- Tierra de Pinares
- Tordesillas
- Valladolid

## Comarques compartides
Segons la visió de diferents estudiosos hi ha comarques que tenen part en diferents províncies i s'estenen més enllà dels límits de Valladolid:
- Tierra de Campos, que s'estén per la província de Palència, la província de Zamora i la província de Lleó.
- Montes Torozos, que inclou la capital
- Tierra de Medina
- Tierra de Pinares, que s'estén pel nord de la província de Segòvia
- Ribera del Duero, que s'estén per la província de Burgos